# Paulo Moreiras
Paulo Moreiras (Lourenço Marques, actual Maputo, 18 de agosto de 1969) é um escritor português, nascido em Moçambique.
Reside em Meirinhas, Pombal.

## Obras
- A vida airada de Dom Perdigote : quinto elemento dos pícaros, flor dos espadachins (2023);
- O caminho do burro : contos reunidos (2021);
- Pão & Vinho - mil e uma histórias de comer e beber (2014);
- B. I. da fava (2011);
- O Ouro dos Corcundas (2011);
- B.I. da morcela (2010);
- Os Dias de Saturno (2009);
- B.I. da Perdiz (2009);
- B.I. do tremoço (2008);
- B.I. do palito (2007);
- B.I. da cereja e da ginja (2007);
- A arca da memória: recolha do património oral do concelho de Pombal: realizado pelo lares e instituições particulares de solidariedade social (2006);
- Do Obscuro Ofício (2004);
- A Demanda de D. Fuas Bragatela (2002);
- Elogio da ginja: tratado afectivo-gastronómico-literário (2001);
- As palavras silvestres: antologia pessoal 1994-1998= 1994- 1998 (1998);
- Breviário das Hades (1998);
- Viagem: poemas (1994);